# 南非外交

南非在世界的位置

南非獨立之前是英國的自治領，也是最後一個英聯邦王國，其外交均受到英國的指導，自從改為共和國體制後曾退出英聯邦，但後又於1994年重新加入英聯邦，而現在則是非洲地域大國。
1989年开启废除种族隔离制度前，仅有22个国家和南非保持邦交，自1990年7月起，南非迅速打破外交孤立局面，邦交国数量猛增，至2023年10月，南非已与193个国家（包括阿拉伯撒哈拉民主共和国）有外交关系，联合国成员国中只有不丹、瑙鲁、图瓦卢未与南非建交。
南非在聯合國、非洲聯盟及國協均扮演積極角色，現在是對國際社會有一定影響力的區域大國，而2007年是南非第一次成為聯合國安全理事會非常任理事國之一。
南非在尊重主權、平等互利及互不干涉的基礎上建立雙邊關係，並提倡多極體系，認為此有助於發展中國家在國際社會中能平等參與並維護自身權益。外交政策五大支柱為：
1. 保障人權
2. 促進自由民主
3. 尊重公正原則及國際法
4. 維護世界和平並參與國際維和機制
5. 維護非洲利益並建立互賴關係

## 世界戰爭、國際合作及強權政策
南非是前大英帝國殖民地，也是國協成員國，在第一次世界大戰及第二次世界大戰均是英國盟邦，並且在韓戰中也參與聯軍部隊。南非是國際聯盟創始會員國，於1927年建立外交部，並向西方歐洲帝國及美國派駐使節。西南非洲屬地於1884年成為德國殖民地，一次大戰後該地區由南非托管，之後獨立為現在的納米比亞。南非前總理揚·史末資是聯合國憲章起草者之一，實行種族隔離政策期間，聯合國暫停其會員資格。而托管地納米比亞亦引發南非邊界戰，1970年代在安哥拉和古巴的加入下一發不可收拾，並且持續到冷戰時期，至解除種族隔離制度才徹底結束。

## 種族隔離政策結束
1990年南非總統弗雷德里克·威廉·戴克拉克終結種族隔離政策，同時納米比亞也脫離南非獨立，除了為內飛地的鲸湾港地區，至1994年該地主權才正式回歸納米比亞。1994年4月舉行第一次種族混合全民大選，各國對於種族隔離政策的結束都表予認同。同年6月1日再次加入英聯邦，23日則恢復在聯合國大會的權利。

## 毒品及藥物
南非是海洛英及古柯鹼的中樞站，醫療藥物濫用引起走私買賣，尤其是古柯鹼走私交易增加，南非同時也是最大的安眠酮走私市場，走私貿易範圍遍及印度及東非地區，大麻黑市買賣也是相當普遍。

## 與各國關係

### 歐盟
南非主要與西歐及北歐國家保持良好關係。歐盟是南非最大貿易夥伴、投資者及援助方，南非對歐盟國家出口近佔出口總額的百分之三十六，歐盟投資佔南非外國投資的一半以上。2004年南非-歐盟部長會議於愛爾蘭首都都柏林召開，同年11月姆貝基總統率團訪歐盟，討論南非-歐盟貿易發展與合作協議。南非與英國和德國設有高級雙邊磋商機制，與法國設有經貿聯委會。2005年11月姆貝基總統出席於馬爾他召開的國協首腦會議，並與瑞典召開第四回國家雙邊會議。

### 美國
美國是南非第二大貿易夥伴及最大投資國，雙方還簽有防禦互助條約及其他軍事協定，美非雙方亦實行軍事品貿易正常化關係，雙方還簽訂了關稅條約，美國對南非開放農產品市場，另外南非支持美國提出的非洲經濟增長與貿易機會法案。南非是繼奈及利亞第二大接受美國對外援助局外援的國家，南非並簽署非洲應急行動及援助協議，成為該協議的第十三個有效國。
由於南非與中俄伊等國的關係日趨密切，美國總統唐納·川普在2025年2月簽署行政命令取消所有對南非的援助，理由是南非在聯合國最高法院對以色列提出種族滅絕指控，並且與伊朗及中國共產黨的關係密切。

### 俄羅斯
1999年南非總統納爾遜·曼德拉訪問俄羅斯，雙方簽訂南非-俄羅斯友好夥伴原則聲明，從雙邊、區域及全球三方面加強俄斐關係，雙方還簽有軍事合作協議及設有經貿聯委會。

### 中華人民共和國
1991年11月15日中華人民共和國與南非換文在雙方首都設立代表機構，1992年中國國際問題研究所南非研究中心成立，加強與南非政府之往來，同時中國共產黨與非洲人國民大會之政黨交流也很頻繁，同年六月中華人民共和國政府於約翰尼斯堡設長城貿易中心。1996年11月27日南非總統曼德拉宣布於未來一年內將與中華人民共和國政府建立正式外交關係，1998年1月1日，中華人民共和國政府與南非正式建立外交關係。中南建交後雙邊交流漸增，2004年建立中斐戰略夥伴關係。在經貿方面南非為中華人民共和國第一大非洲貿易夥伴，中國國際信託公司承包改造南非鋼鐵公司焦爐工程項目，南非米勒釀酒公司與華潤集團合作，併購安徽阜陽啤酒廠。教育、科技、文化及衛生領域均密且合作，斯泰倫布斯大學（Stellenbosch University）中國研究中心漢語教學項目進展順利，中華人民共和國政府助斐建立遠程醫療系統之驗證及完工，第一套系統在南非國家資訊署完成。2003年中華人民共和國政府將南非列為自費旅遊國家，雙方觀光業相互上揚。

### 中華民國
中華民國於1912年延续清朝自1905年與南非建立的領事級外交關係，並在約翰尼斯堡開設總領事館，至1976年正式升格為大使級關係，雙方自此互派大使，至1997年斷交共維持了近廿一年的關係。南非在取消種族隔離制度前一直與中華民國維持外交關係。

### 亞洲及中東
南非與日本設有日本-南非夥伴論壇，兩國有傳統貿易關係，且日本是南非第四大貿易夥伴。南非與印度建立軍事夥伴關係，兩國亦設有雙邊聯委會，印度是南非最大軍火供應國。南非與中東國家也加強雙邊經貿及能源供應關係，在以巴問題上支持土地換和平方案。對於美英聯合攻伊政策採強硬批評態度，主張聯合國在伊拉克重建議題上發揮重要角色功能。

### 拉丁美洲
近年來南非與巴西和阿根廷之貿易往來增加，2000年姆貝基總統訪問巴西並順道出席南方共同市場會議，與六個成員國元首簽署開啟自由貿易談判框架協議，同時成為南方共同市場組織的對話國。2003年印度、巴西和南非成立印巴斐對話論壇，2005年印巴斐第二屆部長會議於南非召開，2006年定於巴西召開印巴斐對話論壇高峰會。